# Egipto en los Juegos Olímpicos de Sarajevo 1984
Egipto estuvo representado en los Juegos Olímpicos de Sarajevo 1984 por un deportista masculino que compitió en esquí alpino.
El portador de la bandera en la ceremonia de apertura fue el esquiador alpino Yamil El-Reedy. El equipo olímpico egipcio no obtuvo ninguna medalla en estos Juegos.